# Félix Landreau
Félix Landreau, instituteur et poète patoisant, est né le 18 juillet 1903 à Jumelles (Maine-et-Loire) et décédé le  11 mars 1966 à Angers.

## Biographie
Son père est instituteur à Jumelles (Beaugeois). Sa mère est originaire des Mauges. Félix Landreau est élève de son père à l’école publique de Jumelles, avant de poursuivre ses études au lycée Chevrollier à Angers. Il passe ensuite le concours de l’École Normale d’instituteurs. Il est instituteur pendant  quinze années (successivement à Louerre, Montreuil-Bellay et Angers( instituteur en 1947 à l’école Condorcet) Il termine sa carrière comme directeur du bureau universitaire de statistiques
Amoureux de l’Anjou, il devient poète patoisant. Il se fait connaître en écrivant un premier ouvrage de rimiaux « Esquisses Angevines ». Il tire son inspiration du Beaugeois et du pays des Mauges, où enfant il passe une grande partie de ses vacances.
Il publie ensuite «  D’nout’temps », ouvrage où l’on retrouve l’attachement du poète à ses racines rurales du saumurois.
Avec son troisième livre, « En compagnie d’nout vin d’Anjou », Félix Landreau entraîne le lecteur sur le chemin de la vigne et du vin, le long de la Loire.  
Dans son dernier ouvrage « Coutumes, légendes et rimiaux des pays d’Anjou », Félix Landreau s’attache à rappeler et à décrire les moments qui marquent l’existence : de la naissance au dernier jour de la vie, les coutumes pieuses et profanes, les fêtes populaires.
Deux établissements scolaires portent son nom en Maine-et-Loire : l’école primaire de Longué Jumelle et le collège Félix Landreau, situé rue Jean Jaurès à Angers, dans le quartier des Justices.